# Anders Mol
Anders Berntsen Mol (Stord, 2 luglio 1997) è un giocatore di beach volley norvegese, vincitore della medaglia d'oro ai Giochi olimpici estivi di Tokyo 2020.

## Biografia
È figlio di Kåre Mol e Merita Mol, entrambi giocatori di beach volley e fratello di Hendrik Mol, Markus Mol, Melina Mol e Adrian Mol, anche loro praticanti della stessa disciplina.

## Palmarès
- Giochi olimpici

 Oro a Tokyo 2020
 Bronzo a Paris 2024
- Mondiali

 Bronzo Amburgo 2019
 Oro Roma 2022
- Europei

Paesi Bassi 2018: oro
Mosca 2019: oro
Jurmala 2020: oro
Vienna 2021: oro
Monaco di Baviera: bronzo